# AutoKey
AutoKeyはLinux向けの自動化用FOSSアプリケーションである。
事前に用意した文章に展開されるホットキーや「トリガーフレーズ」を定義することができる。これにより、誤植の修正や定型文の挿入など繰り返しの作業を自動的に行える。
ホットキーやトリガーフレーズに対してPython 3を用いたスクリプトを実行するようにも設定でき、提供されるAPIを利用してウィンドウ、キーボード、及びマウスのイベントを生成することも可能である。  
ほとんどのアプリケーションはこれらに対してがユーザーによる実際のキーボードやマウスの入力によるものと同様に振る舞う。これにより、AutoKeyのスクリプトはホットキーの押下一つに対してほぼ任意の一連の操作を行うことができる。
AutoKeyのスクリプトはPythonで記述されているため、システム全体と連携してファイルの読み書きやシステムの状態を取得し、計算や条件判断を行うといった手動で行うのは難しい作業も可能である。
また、スクリプトがユーザーと対話するための簡易的なダイヤログ管理ツールも同梱されている。

## 歴史
2008年にChris DekterがAutoKeyのオリジナルのバージョンをPython 2で開発。オリジナルのブランチの最終版は2012年5月31日に公開され、現在は非推奨とされている。2014年1月31日にGuociによりPython 3で書かれたバージョンが公開された。
AutoKeyのUIは商用のWindows用ソフトウェアのPhrase Expressの影響を受けている。
現在はDebian、Arch、Gentoo、Fedoraユーザー用にパッケージ化されて配布されている。それらの派生ディストリビューションであるUbuntu、Mint、Manjaroなどでも利用可能である。
GNU General Public License (GPLv3)でライセンスされている。